# 엘렌 랭거

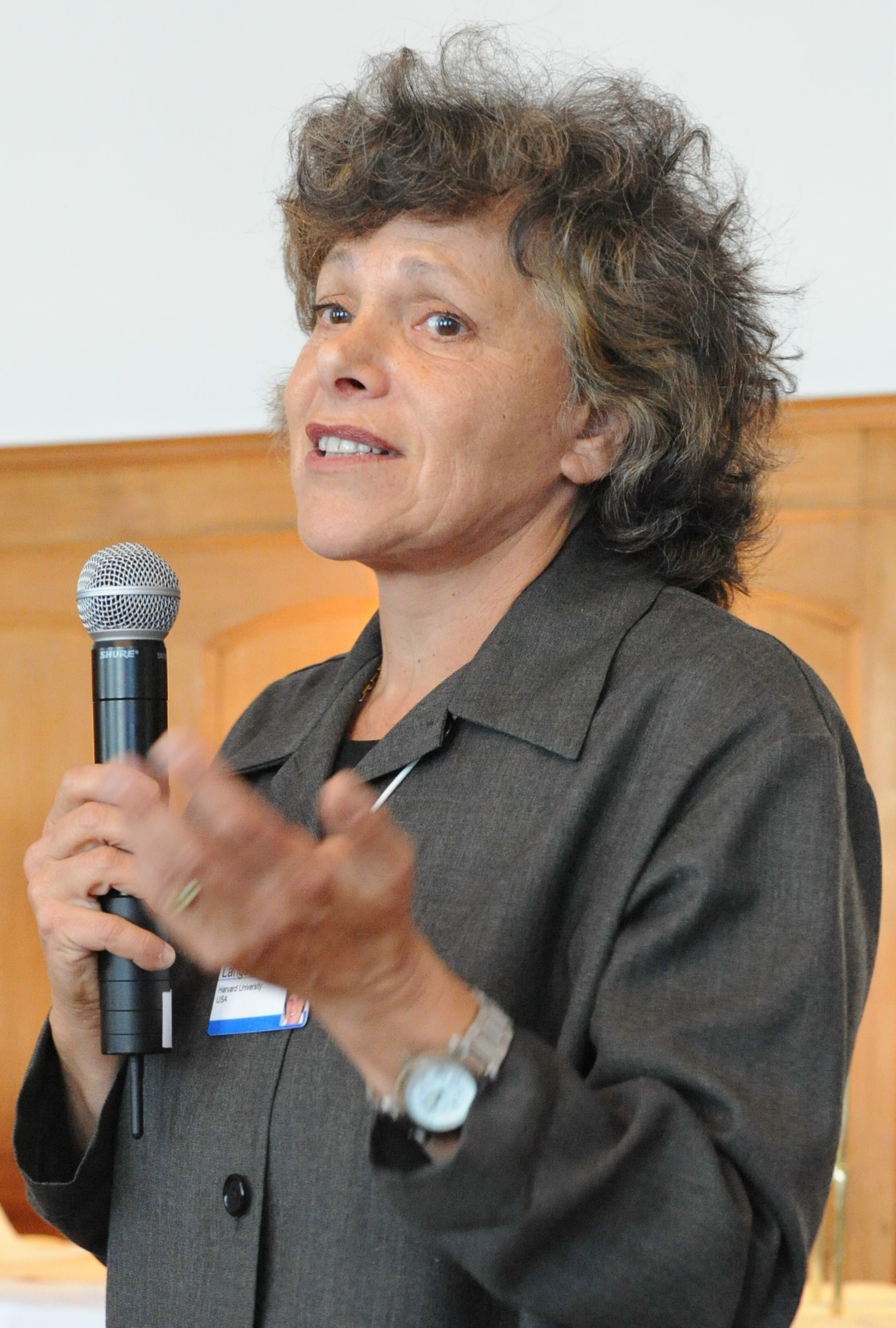

엘렌 랭거(Ellen Langer, 1947년 3월 25일 ~ )는 하버드 대학교 심리학과 교수이다. 1981년 하버드 대학교 역사상 최초로 여성 심리학과 종신 교수가 되었다."마음챙김의 어머니"라고 불릴 정도로, 마음챙김 명상의 발전에 기여하였다.

## 생애
뉴욕 브롱크스에서 태어났다. 뉴욕 대학교에서 심리학 학사학위를 받았다. 1974년 예일 대학교에서 심리학 박사학위를 받았다.

## 연구

### 노화
그녀의 마음챙김 연구는 회상요법의 기초가 되었으며 노인들의 기억을 증진시키는 데 효과적이다라는 연구 발표를 하였다. 그녀의 연구결과는 요양소나 노인 보조시설에서 주로 사용된다. 그녀는 마음/신체 일치이론의 장점을 증명하였다. 또한 간호보조사들의 노동을 운동 또는 연습이라고 용어를 바꿔 부름으로, 그들의 혈압이 좋아지고, 체중도 줄어드는 결과를 가져왔다.

### 마음챙김
그녀는 마음챙김에 대한 연구에서 마음챙김의 유무에 따라 개인적인 차이가 큼을 발견하였다. 1989년에 출판된 <마음챙김>에서 그녀는 '마음챙김의 어머니'로 불리었다.

## 같이 보기
- 마음챙김
- 통제의 환상
- 노화